# Ankylopteryx venusta
Ankylopteryx venusta är en insektsart som först beskrevs av Hagen 1853.  Ankylopteryx venusta ingår i släktet Ankylopteryx och familjen guldögonsländor. Inga underarter finns listade i Catalogue of Life.